# Красноосельский сельсовет
Красноосельский сельсовет — сельское поселение в Лысковском районе Нижегородской области.
Административный центр — село Красный Оселок.

## История
Статус и границы сельского поселения установлены Законом Нижегородской области от 15 июня 2004 года № 60-З «О наделении муниципальных образований - городов, рабочих посёлков и сельсоветов Нижегородской области статусом городского, сельского поселения».
Законом Нижегородской области от 28 августа 2009 года № 145-З сельские поселения Красноосельский сельсовет и Белозерихинский сельсовет объединены в сельское поселение Красноосельский сельсовет.

## Население
| 2002  | 2010  | 2012  | 2013  | 2014  | 2015  | 2016  |
| ----- | ----- | ----- | ----- | ----- | ----- | ----- |
| 3603  | ↗3950 | ↘3947 | ↘3928 | ↘3914 | ↘3815 | ↘3771 |
| 2017  | 2018  | 2019  | 2020  |       |       |       |
| ↘3717 | ↘3714 | ↗3729 | ↘3689 |       |       |       |

## Состав сельского поселения
| №  | Населённый пункт | Тип населённого пункта       | Население |
| -- | ---------------- | ---------------------------- | --------- |
| 1  | Асташиха         | село                         | ↘198      |
| 2  | Белозериха       | село                         | ↘470      |
| 3  | Берёзки          | посёлок                      | ↘31       |
| 4  | Ерзовка          | деревня                      | ↘111      |
| 5  | Красновидово     | посёлок                      | ↘1        |
| 6  | Красный Оселок   | село, административный центр | ↘543      |
| 7  | Крестьянка       | посёлок                      | →9        |
| 8  | Новинки          | посёлок                      | ↘1        |
| 9  | Очаиха           | посёлок                      | ↘17       |
| 10 | Просек           | село                         | ↗2569     |

## Известные уроженцы и жители
- В Красном Оселке родился Фёдор Григорьевич Сухов (1922—1992) — русский поэт, писатель, член Союза писателей СССР, участник Великой Отечественной войны, лауреат премии им А. Фадеева 1971 года за лучшее произведение о Великой Отечественной войне.